# Pekuwolan
Pekuwolan is een bestuurslaag in het regentschap Ogan Komering Ulu Selatan van de provincie Zuid-Sumatra, Indonesië. Pekuwolan telt 817 inwoners (volkstelling 2010).